# La drumul mare
La drumul mare este un film românesc din 2007 regizat de Gabriel Sîrbu. Rolurile principale au fost interpretate de actorii Andi Vasluianu, Claudia Prec.

## Distribuție
Distribuția filmului este alcătuită din:
- Gabriel Spahiu — Cerșetorul
- Andi Vasluianu — Hoțul
- Dragoș Silvestru
- Claudia Prec — Femeia
- Mihaela Betiu